# Nicholas Georgescu-Roegen
Pour les articles homonymes, voir Georgescu.
Nicholas Georgescu-Roegen né Nicolae Georgescu (Constanța, Roumanie, 4 février 1906 – Nashville, Tennessee, 30 octobre 1994) est un mathématicien et économiste hétérodoxe américain d'origine roumaine dont les travaux ont servi d'inspiration au mouvement de la décroissance.

## Biographie
Nicolae Georgescu naît à Constanța le 4 février 1906. Sa mère, issue d'une famille modeste, enseignait la couture dans une école de commerce pour filles ; son père, officier dans l'armée, meurt quand Nicolae a sept ans. Élève brillant, il reçoit une remarquable formation en mathématiques qui lui servit pour ses futurs travaux en théorie économique. En 1926, alors étudiant à l'université de Bucarest, il s'inscrit ainsi à un séminaire sur les singularités des équations différentielles, sur l'enseignement duquel il se fondera pour l'un de ses plus importants articles, The Pure Theory of Consumer's Behaviour, publié en août 1936. À la même époque, il assiste aux conférences de Grigore Antipa, directeur du Muséum de Bucarest et fondateur de la géonomie. Il obtient ensuite une bourse pour étudier à Paris.
Entre 1927 et 1930, il étudie à l'Institut de statistique de l'université de Paris dont il sort docteur en statistique. Sa thèse, publiée dans le Journal de la Société de statistique de Paris, a pour titre Le problème de la recherche des composantes cycliques d'un phénomène. Son travail sur les phénomènes périodiques le convainc que les phénomènes sociaux ne pouvaient en aucun cas être décrits par les méthodes « mécaniques » de la statistique classique. Bien qu'il n'eût pris que deux cours d'économie à la Sorbonne, il aboutit à la conclusion que « les phénomènes économiques ne pouvaient être décrits par un système mathématique ».
Alors qu'il suit les cours de Karl Pearson au University College de Londres (1930-1932), son travail suscite l'intérêt des économistes du Harvard Economic Barometer – probablement du fait de l'intervention de Pearson lui-même. Il obtient une bourse de la fondation Rockefeller pour participer à ce projet. Arrivé à Harvard au printemps 1934, il apprend que le Harvard Economic Barometer n'existe plus. Il demande alors un entretien à Joseph Schumpeter qui travaillait à l'époque sur ses Business Cycles. Cette rencontre fortuite l'amène à rejoindre l'équipe de Schumpeter qui comptait dans ses rangs Wassily Leontief, Edgar Hoover, Frank Taussig (en), Oskar Lange, Fritz Machlup, Gerhard Tintner, Nicholas Kaldor et Paul Sweezy. C'est durant cette intense période intellectuelle (1935-1936) que Nicholas Georgescu-Roegen devient économiste : il publie quatre articles qui jettent les bases de sa théorie de l'utilité,, et de la production.
Il enseigne à l'université de Bucarest, puis à l'Université Vanderbilt, Nashville aux États-Unis et notamment à Strasbourg, 1977-1978.
Outre ses fonctions d'enseignant, il a occupé de nombreux postes dans la fonction publique roumaine, avant d'émigrer avec sa femme clandestinement dans une nuit mémorable de février 1948 aux États-Unis, d'abord à Harvard, puis Nashville.

## Travaux

### De la critique de l'économie néo-classique à la bioéconomie
Nicholas Georgescu-Roegen a connu une longue carrière académique, parfois considérée comme ayant connu deux temps : un premier temps des années 1930 aux années 1960, caractérisé par des études sur la consommation et la production, dans un cadre de réflexion proche des méthodes de ses collègues de Harvard (microéconomie formalisée, analyse input-output et théorème de non substitution, etc.), puis un deuxième temps des années 1960 aux années 1990, marqué par des études sur les relations économie-environnement pour lesquelles il est le plus connu. Ces deux temps connaissent en réalité une certaine continuité, car Georgescu-Roegen a très tôt souligné qu’il fallait repenser la science économique, bien avant la publication de son ouvrage principal The Entropy Law and the Economic Process, en 1971.
La preuve en est l’hommage que lui délivre Paul Samuelson en 1966, à l’occasion de la préface d’Analytical Economics, un ouvrage regroupant plusieurs articles de Georgescu-Roegen :

« La simple réunion de certains articles importants de Georgescu-Roegen, dispersés dans différentes revues savantes, serait bienvenue des savants et des étudiants en économie. Car nous avons en Georgescu-Roegen un savant parmi les savants, un économiste parmi les économistes... Le professeur Georgescu-Roegen est plus qu'un économiste mathématicien. Il est tout d'abord un économiste, et le premier à rejeter les prétentions du charabia symbolique. Les subtilités de la production marginale et de l'utilité originale n'échappent pas à son examen sceptique... Comme il a une formation mathématique très supérieure, il est tout à fait immunisé contre les charmes de séduction de ce sujet et est capable de conserver une attitude objective et terre à terre sur son utilisation... Je défie tout économiste informé de rester satisfait de soi après avoir médité sur cet essai. C'est donc un livre à posséder et à savourer. »

— Paul Samuelson
C’est surtout pour ses travaux dits bioéconomiques que Georgescu-Roegen est le plus connu. En 1971, en publiant The Entropy Law and the Economic Process, Georgescu-Roegen lance un pavé dans la mare en appelant à une réforme profonde de la science économique, jusqu’alors trop mécaniste, pour l’intégrer dans les enseignements de la physique thermodynamique et de la biologie évolutionniste.

« Le processus économique n’est qu’une extension de l’évolution biologique et, par conséquent, les problèmes les plus importants de l’économie doivent être envisagés sous cet angle »

— Nicholas Georgescu-Roegen, The Entropy law and the Economic Process

« La thermodynamique et la biologie sont les flambeaux indispensables pour éclairer le processus économique (...) la thermodynamique parce qu’elle nous démontre que les ressources naturelles s’épuisent irrévocablement, la biologie parce qu’elle nous révèle la vraie nature du processus économique »

— Nicholas Georgescu-Roegen, The Entropy law and the Economic Process

### Entropie, économie et décroissance
En particulier, Georgescu-Roegen rappelle le deuxième principe de la thermodynamique, selon lequel l’énergie d’un système clos tend inéluctablement à la dégradation thermique (bien qu'un système non clos recevant de l'énergie solaire et diffusant de la chaleur par rayonnement, comme la Terre, puisse réduire quelque temps (aux échelles géologiques) son entropie aux dépens de l'extérieur, le fond de ciel nocturne lui servant de source froide). Il rappelle aussi que le processus économique matériel ne peut se répéter et s’accroître indéfiniment dans un monde où l’énergie (flux solaire et énergies qui en sont dérivées) et les matières premières sont limitées.
Il s’inscrit parmi une longue liste d’auteurs, souvent de formation scientifique, qui ont été frappés par le caractère économique du concept d’énergie tels que Sergueï Podolinsky, René Passet ou encore Ernest Solvay.
Georgescu-Roegen extrapole au-delà de la thermodynamique, en suggérant un « quatrième principe » selon lequel la matière utilisable se dégrade elle aussi inéluctablement, tout comme le fait l’énergie. Le recyclage, la découverte de procédés de production sobres en énergie, ralentiront certes la pénurie, mais ne permettront pas pour autant de faire face dans l'état actuel des connaissances aux millénaires à venir.
Ce scepticisme a conduit les partisans de la décroissance à voir dans Georgescu-Roegen un pionnier fondamental. Georgescu-Roegen était en effet très critique envers la croissance et même les modes de production prétendant l'assurer. Il se montrait en particulier radical dans ses propositions d’adaptation démographique :

« L'humanité devrait progressivement réduire sa population à un niveau qui lui permettrait de pouvoir être nourrie par la seule agriculture biologique. Bien entendu, les nations qui connaissent aujourd'hui une forte croissance démographique auront un effort difficile à fournir pour obtenir le plus rapidement possible des résultats dans cette direction. »

— Nicholas Georgescu-Roegen
C'est un des messages portés aussi par les Georgia Guidestones. Néanmoins, les rapports de Georgescu-Roegen avec la décroissance sont moins tranchés qu’il n’y paraît. Dans ses articles et ouvrages qu’il a lui-même publiés, on ne trouve pas d’appel catégorique à la décroissance. Ses préoccupations bioéconomiques couvrent des questions sur le développement, sur les évolutions qualitatives des populations, mais pas directement sur la quantité de biens et services qu’une société devrait consommer. Et par endroits (1975, 1978), les prescriptions de Georgescu-Roegen sont même proches de discours écologiques moins radicaux : promotion de l’énergie solaire, de l’agriculture biologique, réorientation des dépenses publiques, etc.
Les controverses sur les héritages de Georgescu-Roegen restent intenses. La sortie en 2013 de l'ouvrage Nicholas Georgescu-Roegen, pour une révolution bioéconomique, discutant ces héritages, a suscité des réactions auprès des milieux militants, notamment au sein du mensuel La Décroissance (voir la recension de Vincent Cheynet dans le n°101 de juillet-août 2013). Bien que l'auteur s'en soit défendu (voir sa réponse dans le n°102 de La Décroissance en sept. 2013), les milieux de la décroissance ont dénoncé une tentative de récupération, et ont continué à privilégier une interprétation radicale de l'héritage bioéconomique, dans la lignée de celle défendue par Jacques Grinevald, élève, ancien ami et traducteur de Georgescu-Roegen.

### Gloire posthume
L'économiste américain Herman Daly a écrit en 2007 que trop peu d'attention a été portée aux travaux de Georgescu-Roegen car ceux-ci étaient en avance sur leur temps. Ses collègues de l'Université Vanderbilt auraient même affirmé, peu avant sa mort, que Georgescu-Roegen était en lice pour le prix Nobel. En 2012, l'Institut de l'Énergie et des Ressources de New Delhi (TERI University) en Inde ont annoncé la première édition des "Nicholas Georgescu-Roegen Annual Awards" en l'honneur de l'économiste et mathématicien, dont Herman Daly est membre du jury. Le professeur Kozo Mayumi, ancien disciple de Georgescu-Roegen, en a été le premier récipiendaire.
Georgescu-Roegen est aujourd'hui l'objet de nouvelles recherches, en France et à l'étranger, non seulement en économie mais aussi dans d'autres domaines des sciences sociales. Il n'est plus seulement étudié comme un militant aux frontières de l'académique et du politique, mais aussi comme un universitaire ambitieux qui souhaitait promouvoir une réforme profonde des manières de voir le monde. Ce renouveau s'inscrit dans un décloisonnement progressif des recherches ayant trait à la bioéconomie :
Pour Henri Guitton,

« Georgescu-Roegen a voulu remédier à l'absence de pont reliant la physique théorique à l'économie. Il nous confie s'être lancé seul dans cette aventure, courant un risque dont il est sûr qu'il n'est pas vain... Novateur il le demeure, et un novateur souffre toujours au départ de sa solitude. Mais peut-être que maintenant, des disciples se joindront à lui pour poursuivre son avance ? »

— Henri Guitton

Pour Jacques Grinevald : 

« Apparemment isolée, l'œuvre de Nicholas Georgescu-Roegen doit se comprendre dans un vaste mouvement de rénovation intellectuelle. Il manquait une véritable anti-économique ; elle survient et elle sera une bio-économique. Il faut d'abord prendre connaissance de la situation de notre connaissance si nous voulons faire servir la renaissance que nous réclamons. L'affaire Galilée n'est pas close, mais déjà s'ouvre l'affaire Georgescu-Roegen: l'enjeu vaut le combat et celui-ci sera non-violent ou ne sera pas. »

— Jacques Grinevald

## Publications
On trouve une chronologie des publications de Georgescu-Roegen et de leur traduction dans La Décroissance (voir plus bas la référence.)
- 1935, Fixed Coefficients of Production and the Marginal Productivity Theory, Review of Economics and Statistics, vol 3, p. 40-49
- 1936, The Pure Theory of Consumer's Behavior, Quaterly Journal of Economics, vol 50, p. 533-539
- 1966, Analytical economics. Issues and Problems. Cambridge, Harvard University Press. La Science économique : ses problèmes et ses difficultés, par N. Georgescu-Roegen… Traduit par Mme F. Rostand… Préface de P. Samuelson… Préface de H. Guitton… – Paris, Dunod, 1970. 23 cm, XV-300 p. (Collection du centre d’économétrie de la faculté de droit et des sciences économiques de Paris, association Cournot, dirigée par Henri Guitton.)
- 1971, The Entropy Law and the Economic Process. Traduction du chapitre 1 en français dans La décroissance - Entropie - Écologie - Économie, éd. 2006, ch. I, p. 63-84.
- 1975. "Energy and Economic Myths", in The Southern Economic Journal, 1975, XLI, 3, p. 347-381. Traduction française dans La Décroissance, éd. 2006, ch. II, p. 85-166.
- 1977. "The Steady Sate and Ecological Salvation: A Thermodynamic Analysis", in BioScience, avril 1977, vol. 27, no4, p. 266-270. Traduction française dans La Décroissance, éd. 2006, ch. II, p. 167-190.
- 1978. "De la science économique à la bioéconomie", Revue d'économie politique, vol.88(3), p. 337-382. Reproduit dans A. Missemer, Nicholas Georgescu-Roegen, pour une révolution bioéconomique, Lyon, ENS Éditions, 2013.
- 1979. Demain la décroissance. Entropie, écologie, économie. Traduction, présentation et annotation Jacques Grinevald et Ivo Rens. Lausanne, Pierre-Marcel Favre, 1979. 21 cm, 157 p. [La décroissance. Entropie, écologie, économie. 2e édition revue et augmentée. Traduit et présenté par Jacques Grinevald et Ivo Rens. Paris, Sang de la Terre, 1995. 21 cm, 220 p. ; 3e édition revue. Paris, Sang de la Terre et Ellébore, 2006. 22,5 cm, 304 p.] texte disponible en ligne
- 1983. "La Loi de l'Entropie et l'évolution économique", Congrès des économistes de langue française, Strasbourg, 7 juin 1983.

### Filmographie
- « Hommage à Nicholas Georgescu-Roegen » avec Jacques Grinevald, un film documentaire de Vincent Liegey, réalisé par Debora Blake, Paris, juin 2008.